# 西奥多·威尔伯·安德森
西奥多·威尔伯·安德森 （英語：Theodore Wilbur Anderson, 1918年6月5日—2016年9月17日）是一位美国数学家和统计学家，专供于多元变量统计数据分析。

## 生平
1918年出生在明尼阿波利斯 1946年担任哥伦比亚大学教授直至1967年搬去斯坦福大学。1988年成为荣誉教授。1950年到1952年担任学术期刊Annals of Mathematical Statistics的编辑。1962年被选为国际数理统计学会会长。